# Till Butterbach

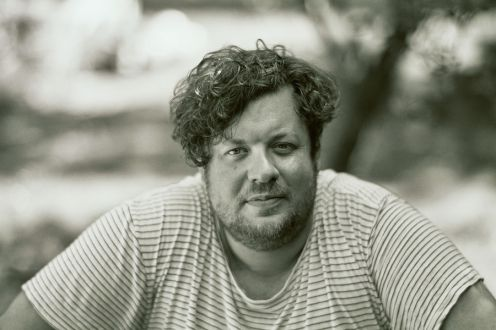
Till Butterbach

Till Butterbach (* 1979 in Berlin-Kreuzberg) ist ein deutscher Schauspieler.

## Leben
Till Butterbach absolvierte von 2006 bis 2010 ein Filmregiestudium an der filmArche e.V. Neben dem Studium spielte er bereits als festes Ensemblemitglied des Woesner Brothers-Theater Sommers (2006 bis 2011) in über 300 Vorstellungen tragende Rollen. Erste Fernseh- und Kinoauftritte folgten. 2008 spielte Till Butterbach in Human Kapital von Diemo Kemmesies seine erste Hauptrolle in einem Kino-Spielfilm.
2009 war er Teilnehmer des Berlinale Talent Campus. Einem größeren Fernsehpublikum wurde Till Butterbach 2010 durch seine Ensemblerolle Heinrich Menz bei Anna und die Liebe ein Begriff. Gastrollen in Kultfilmen wie Klappe Cowboy, Puppe, Icke & der Dicke, Little Thirteen und Rattenkönig stellten ihn dem deutschen Arthaus und Independent Publikum vor. 2015 spielte er die Ensemblehauptrolle Charlie in Das Floß!, Julia C. Kaisers Spielfilmdebüt. Für seine Hauptrolle Hans in Die Hannas (Tellfilm für BR/SR/SWR/Arte), dem zweiten Spielfilm von Julia C. Kaiser, wurde Till Butterbach als Bester Schauspieler auf dem 13. achtung berlin - new berlin film award ausgezeichnet.
Er ist der Großneffe der Berliner Brecht-Schauspielerin Renate Keith und Urenkel des Berliner Architekten, Regierungsbaumeisters und Magistratsoberbaurates Bruno Carl Franz Jautschus (* 1869 in Königsberg (Ostpreußen)).

## Filmografie (Auswahl)
- 2007: Gegenüber – Regie: Jan Bonny
- 2008: Human Kapital – Regie: Diemo Kemmesies
- 2008: Power – Regie: Christina Ebelt/Mischa Leinkauf
- 2009: Deutschland 09 – Regie: Wolfgang Becker
- 2012: Puppe, Icke & der Dicke – Regie: Felix Stienz
- 2012: Klappe Cowboy (Netflix) – Regie: Timo Jacobs/Ulf Behrends
- 2012: Little Thirteen – Regie: Christian Klandt
- 2012: Border Patrol (Kurzfilm) – Regie: Peter Baumann
- 2013: The 5th Estate – Regie: Bill Condon
- 2014: Das Floß! (Netflix) – Regie: Julia C. Kaiser
- 2014: Rattenkönig (Amazon Video) – Regie: Matthias Wissmann
- 2016: Die Hannas – Regie: Julia C. Kaiser
- 2019: Lara – Regie: Jan-Ole Gerster
- 2019: Now or Never – Regie: Gerd Schneider

## Fernsehen (Auswahl)
- 2006: Europas Erbe – Regie: Jan-Hinrik Devs (Arte)
- 2009: Kill your Darling – Regie: Christian Teede (Sat1/ProSieben)
- 2009: Tiere bis unters Dach – Regie: Brigitta Dresewski (ARD)
- 2009: Doctor’s Diary – Regie: Franziska Meyer Price (RTL, 2 Folgen)
- 2010: Anna und die Liebe – Regie: diverse (Sat1/Pro Sieben)
- 2010: Ich, Ringo und das Tor zur Welt – Regie: Jan Bonny/Oliver Schwabe (NDR)
- 2011: TerraMax – Regie: Johannes Jaeger (ZDF)
- 2011: SOKO Wismar/Die Brautentführung – Regie: Sascha Thiel (ZDF)
- 2011: Die Winscheidts – Regie: Isabel Kleefeld (ZDF)
- 2013: Rosa Roth/Der Schuss – Regie: Hannu Salonen (ZDF)
- 2013: Mutti steigt aus – Regie: Gloria Behrens (ZDF)
- 2014: Binny und der Geist – Regie: diverse (Disney Channel)
- 2014: Lotta & das ewige Warum – Regie: Joseph Orr (ZDF)
- 2014: Krauses Geheimnis – Regie: Bernd Böhlich (ARD)
- 2016: Stralsund: Schutzlos – Regie: Lars-Gunnar Lotz (ZDF)
- 2017: Ein Lächeln nachts um vier – Regie: Jan Ruzicka (ZDF)
- 2017: BAD COP – Regie: Peter Ladkani (RTL)
- 2017: Pfefferkörner – Regie: Andrea Katzenberger (ARD)
- 2019: Der Bulle und das Biest (Fernsehserie, Sat.1)
- 2019: Beck is back! (Fernsehserie, RTL)
- 2019: Frau Jordan stellt gleich (Fernsehserie, Joyn/ProSieben)
- 2020: Soko Wismar (Fernsehserie, ZDF)
- 2020: Frau Jordan stellt gleich II (Fernsehserie, Joyn/ProSieben)
- 2021: Frau Jordan stellt gleich III (Fernsehserie, Joyn/ProSieben)
- 2021: Großstadtrevier (Fernsehserie, ARD)
- 2022: Homeshopper's Paradise (Fernsehfilm, SWR)
- 2023: Wir (Fernsehserie, ZDFneo)
- 2023: Tatort: Die Kälte der Erde (Fernsehreihe)
- 2024: SOKO Hamburg (Fernsehserie, Folge Offene Rechnungen)
- 2024: Neuer Wind im Alten Land: Beke wirbelt auf (Fernsehreihe)

## Webserien
- 2010: Blutsbrüder – Regie: Til Obladen
- 2010: Bartel – Regie: Steffen Heidenreich

## Auszeichnungen (Auswahl)
- 2007: Gewinner First Steps für Gegenüber
- 2007: Gewinner Neues Deutsches Kino Filmfest München für Gegenüber
- 2009: Grimme-Preis für Doctor’s Diary
- 2012: Publikumspreis auf dem Filmfestival Max Ophüls Preis für Puppe, Ikke & der Dicke
- 2012: Lobende Erwähnung auf dem 8. achtung berlin - new berlin film award für Klappe Cowboy
- 2014: Bester Film der Longs auf den Offenbach Shorts für Rattenkönig
- 2014: Student Academy Awards (Bronze) für Border Patrol
- 2014: BAFTA Television Awards für Border Patrol
- 2016: Hans W. Geißendörfer-Preis Kinofest Lünen für Die Hannas
- 2016: Nominierung (Bester Schauspieler) Förderpreis Neues Deutsches Kino Filmfest München für Die Hannas
- 2017: Bester Schauspieler (Till Butterbach), Beste Schauspielerin (Anna König), Bester Film, Bestes Drehbuch auf dem 13. achtung berlin - new berlin film award für Die Hannas